# Lampropeltis mexicana
Lampropeltis mexicana är en orm i släktet kungssnokar som förekommer i Mexiko.
Arten når vanligen en längd av 80 centimeter. Huvudet är jämförd med bålen smal och fjällen är mjuka. Lampropeltis mexicana har en grå, rosa eller elfenbensfärgad grundfärg. På grundfärgen förekommer röda eller orange fläckar som liknar sadlar samt tvärband. Alla sadlar och tvärband är begränsade av en svart linje. Beroende på underart är mönstren breda eller smala. Hos hanar är kroppens färger ofta intensivare.
Utbredningsområdet ligger främst i delstaterna Durango, Zacatecas, Aguascalientes och i västra delen av San Luis Potosí. Arten når angränsande områden av de omkring liggande delstaterna. Regionen ligger 1300 till 2400 meter över havet. Habitatet är torra gräsmarker, skogar och öknar.
Lampropeltis mexicana gömmer sig ofta bakom stenar, under träbitar som ligger på marken eller bakom annan bråte nära människans hus. Denna orm jagar groddjur, ödlor och små däggdjur. Honan lägger vanligen 5 till 7 ägg per tillfälle och ibland upp till 12 ägg.
Några exemplar dödas av lokalbefolkningen som förväxlar Lampropeltis mexicana med en giftig korallorm. För hela beståndet är inga hot kända. IUCN listar arten som livskraftig (LC).